# Mycetophila paranotata
Mycetophila paranotata är en tvåvingeart som beskrevs av Freeman 1954. Mycetophila paranotata ingår i släktet Mycetophila och familjen svampmyggor. Inga underarter finns listade i Catalogue of Life.